# Cazères
Cazères (okcitansko Casèras) je naselje in občina v južnem francoskem departmaju Haute-Garonne regije Jug-Pireneji. Leta 2008 je naselje imelo 4.302 prebivalca.

## Geografija
Naselje leži v pokrajini Comminges ob reki Garoni, 56 km jugozahodno od Toulousa.

## Uprava
Cazères je sedež istoimenskega kantona, v katerega so poleg njegove vključene še občine Boussens, Couladère, Francon, Lescuns, Marignac-Laspeyres, Martres-Tolosane, Mauran, Mondavezan, Montberaud, Montclar-de-Comminges, Palaminy, Plagne, Le Plan, Saint-Michel in Sana z 8.888 prebivalci.
Kanton Cazères je sestavni del okrožja Muret.

## Zanimivosti
- cerkev Notre-Dame-de Cazères iz 13. in 14. stoletja,
- most na reki Garoni,
- obrežje reke Garone, jezero in hidroelektrarna

## Pobratena mesta
- Collbató (Katalonija, Španija);